# Bách Việt
Việt (tiếng Trung: 越/粵; bính âm: yuè), hoặc Bách Việt (tiếng Trung: 百越/百粵; bính âm: bǎi yuè, bǎik wyuèt), là các nhóm dân cư thuộc Ngữ hệ Nam Á và Ngữ hệ Kra-Dai định cư và sinh sống ở tại vùng đất phía Nam Trường Giang mà chiếu theo lãnh thổ nhà Hán thì hiện bao trọn miền Nam Trung Quốc và Đồng bằng sông Hồng của Bắc Bộ Việt Nam. Đây cũng là từ cổ chỉ vùng đất mà các bộ tộc này sinh sống hoặc mang tính văn hóa hoặc ngôn ngữ có liên quan. Trong tiếng Trung Quốc cổ, các chữ (越, 粵, 鉞) đã thường được dùng thay thế nhau cho nghĩa "Yue". Từ "Baiyue" ("Bách Việt") lần đầu được thấy chép là trong cuốn Sử ký Tư Mã Thiên thời nhà Hán năm 91 trước công nguyên trong khi từ "Yue" ("Việt") thì xuất hiện từ thời nhà Thương theo Giáp cốt văn được khai quật, ước tính vào khoảng những năm 1200 TCN.

### Kiếm

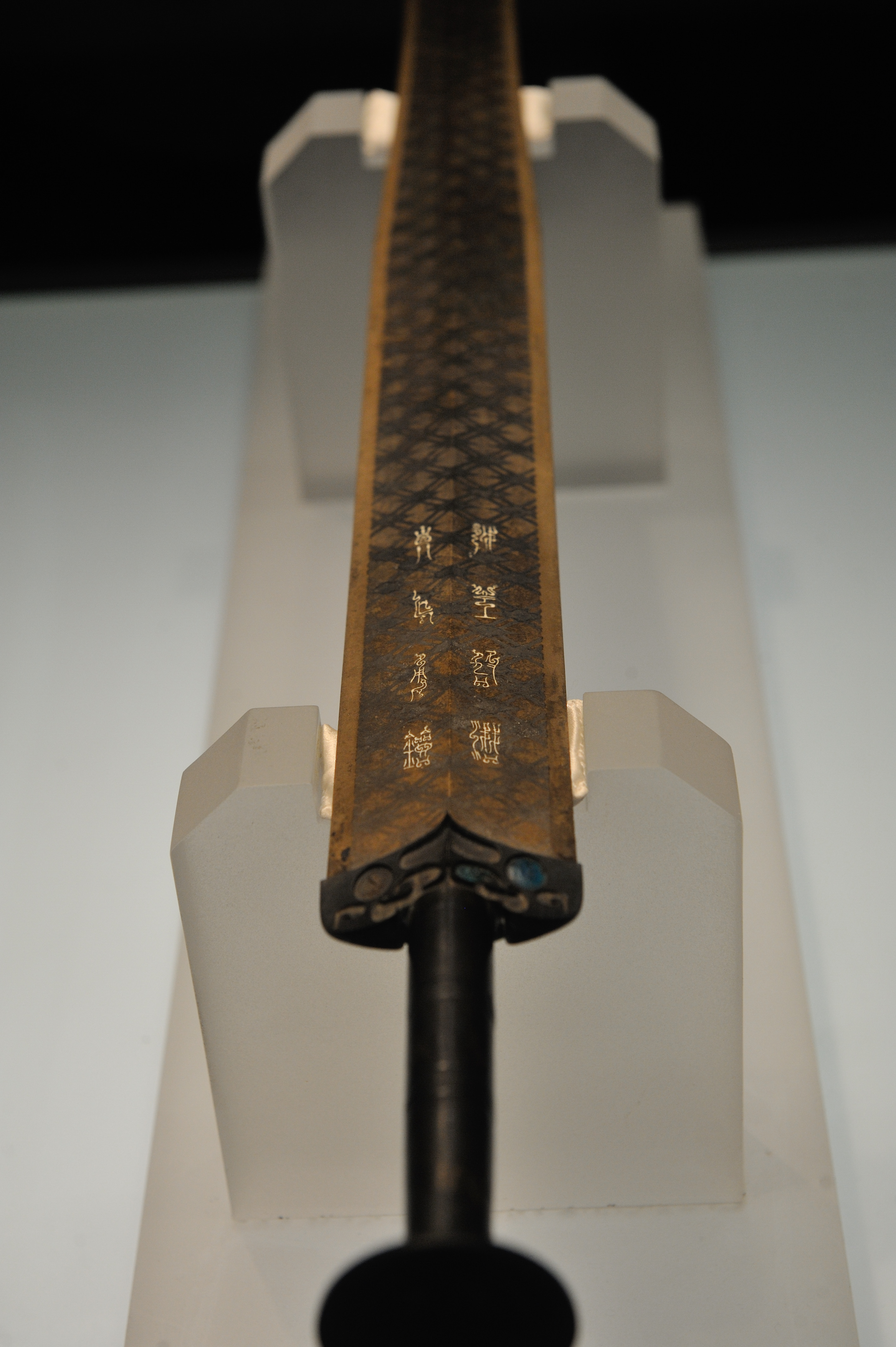
Kiếm Câu Tiễn
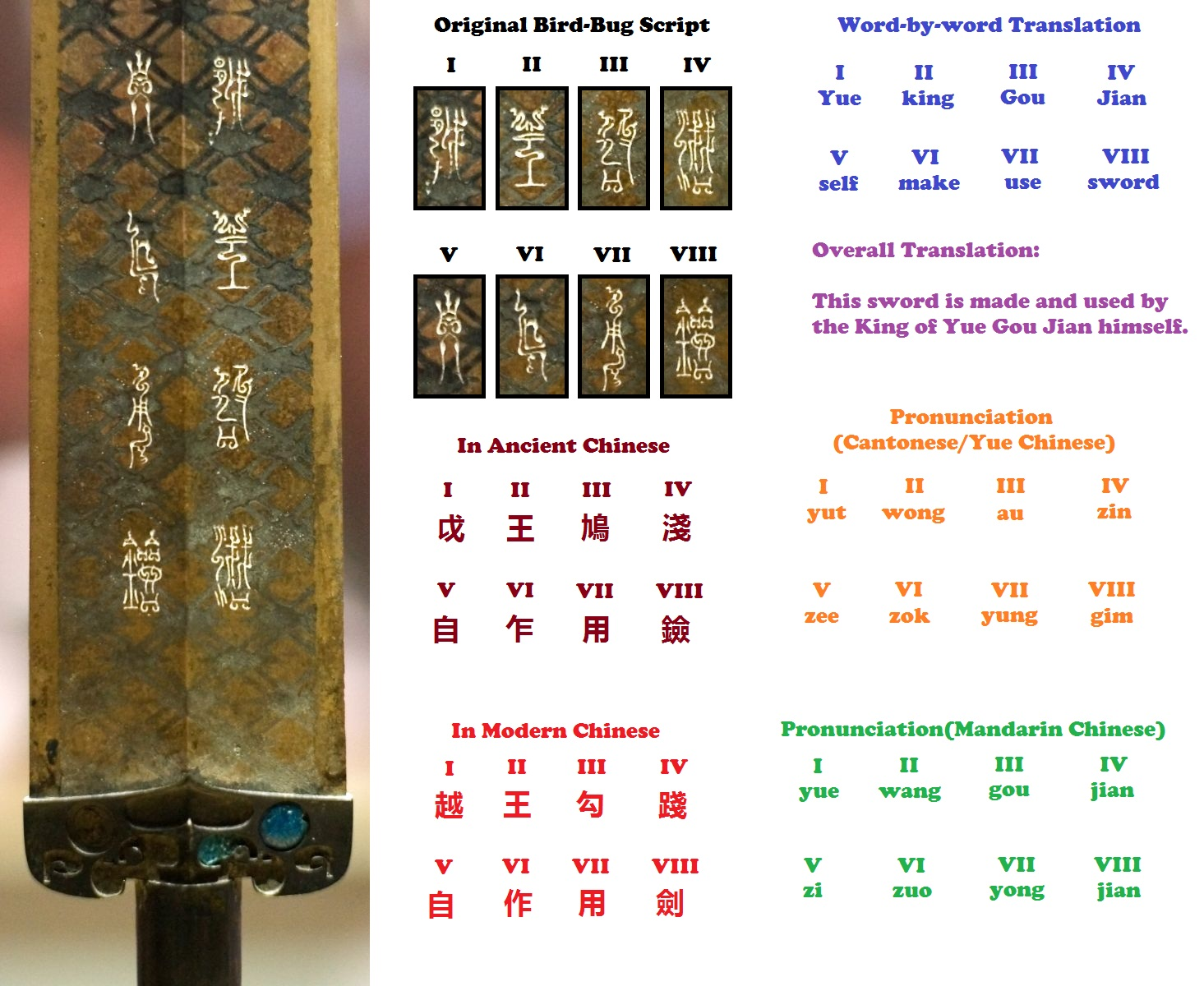
Chữ trên Kiếm Câu Tiễn
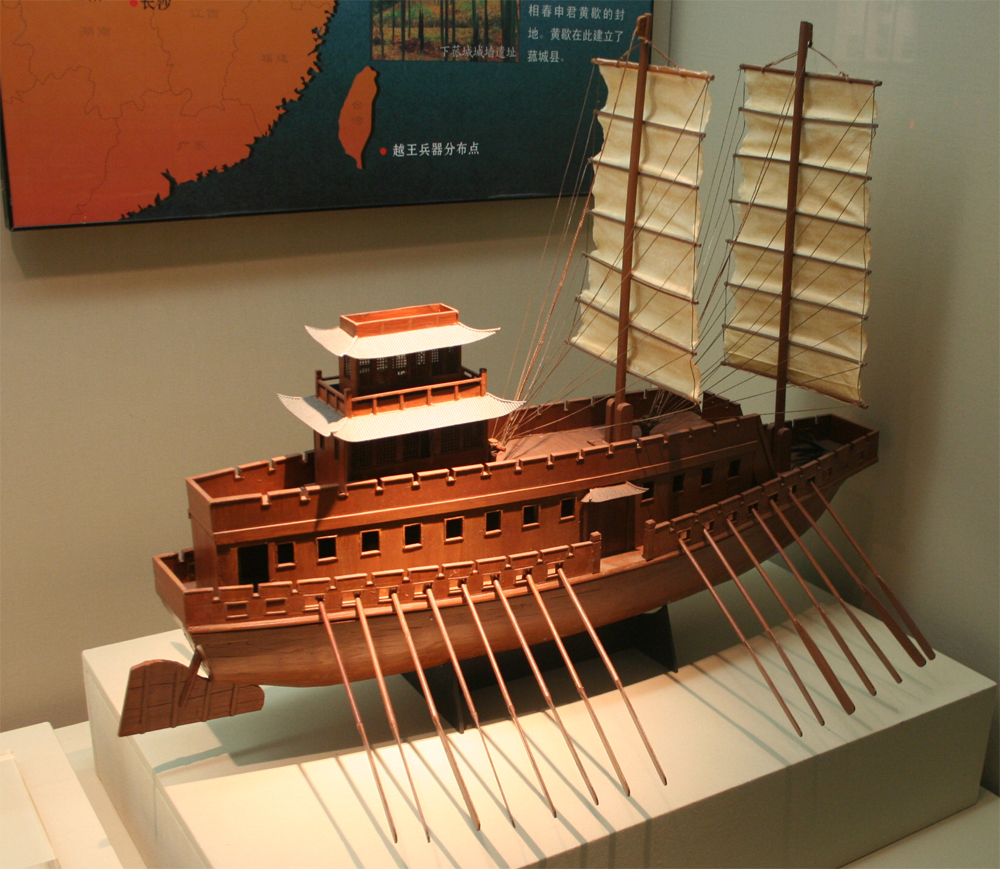
Mô hình thu nhỏ của một con tàu nước Việt